# Dmitri Upper
Dmitri Sergejewitsch Upper (russisch Дмитрий Сергеевич Уппер; * 27. Juli 1978 in Ust-Kamenogorsk) ist ein ehemaliger kasachischer Eishockeystürmer deutscher Abstammung, der zuletzt bei Barys Astana in der Kontinentalen Hockey-Liga unter Vertrag stand.

## Karriere
Dmitri Upper begann seine Karriere als Eishockeyspieler bei Torpedo Ust-Kamenogorsk, für dessen Profimannschaft er in der Saison 1997/98 sein Debüt in der Wysschaja Liga, der zweiten russischen Spielklasse, gab. Während der folgenden Spielzeit wechselte er zu Torpedo Nischni Nowgorod. Mit seinem neuen Team schaffte er den Aufstieg in die erstklassige Superliga. Anschließend spielte der Flügelspieler je ein Jahr lang in der Superliga für Nischni Nowgorod und Ak Bars Kasan.
Von 2001 bis 2003 war er für den Hauptstadtklub HK Spartak Moskau aktiv, ehe er sich dessen Stadtnachbarn HK ZSKA Moskau anschloss. Bei Letzterem blieb er bis 2007, ehe er zu Spartak Moskau zurückkehrte. Mit Spartak nahm er von 2008 bis 2010 am Spielbetrieb der neu gegründeten Kontinentalen Hockey-Liga teil. Zur Saison 2010/11 wechselte Upper zu Atlant Mytischtschi. Mit der Mannschaft erreichte er auf Anhieb das Finale um den Gagarin Cup, welches man jedoch gegen Salawat Julajew Ufa verlor.
Ab 2012 spielte Upper in seiner kasachischen Heimat bei Barys Astana in der Kontinentalen Hockey-Liga. Während der Playoffs 2015 erlitt er ein Trauma, so dass er die gesamte folgende Saison 2015/16 ausfiel.

### International
Für Kasachstan nahm Upper im Juniorenbereich an der U20-Junioren-C-Weltmeisterschaft 1996 sowie der U20-Junioren-B-Weltmeisterschaft 1997 und der U-20-Junioren-Weltmeisterschaft 1998 teil. Im Seniorenbereich stand er im Aufgebot seines Landes bei den B-Weltmeisterschaften 1999 und 2000, der Division I der Weltmeisterschaften 2011 und 2013, als er mit der besten Plus/Minus-Bilanz und den meisten Torvorlagen maßgeblich zum Aufstieg der Kasachen beitrug, sowie bei den Weltmeisterschaften der Top-Division 2004, 2005, 2012 und 2014 teil. Zudem vertrat er Kasachstan bei den Winter-Asienspielen 2011. Dort gewann er mit seiner Mannschaft die Goldmedaille. Auch an den Olympischen Winterspielen 2006 in Turin und der Olympiaqualifikation für die Spiele in Sotschi 2014 nahm Upper teil. Zwar gelang ihm im entscheidenden Spiel gegen Lettland ein Tor, trotzdem verlor sein Team aber mit 2:3, so dass sich die Mannschaft aus dem Baltikum für die Winterspiele qualifizierte.

## Erfolge und Auszeichnungen
- 1999 Aufstieg in die Superliga mit Torpedo Nischni Nowgorod
- 2011 Goldmedaille bei den Winter-Asienspielen
- 2011 Aufstieg in die Top-Division bei der Weltmeisterschaft der Division I, Gruppe B
- 2013 Aufstieg in die Top-Division bei der Weltmeisterschaft der Division I, Gruppe A
- 2013 Beste Plus/Minus-Bilanz und meiste Torvorlagen bei der Weltmeisterschaft der Division I, Gruppe A

## Karrierestatistik

### International
(Legende zur Spielerstatistik: Sp oder GP = absolvierte Spiele; T oder G = erzielte Tore; V oder A = erzielte Assists; Pkt oder Pts = erzielte Scorerpunkte; SM oder PIM = erhaltene Strafminuten; +/− = Plus/Minus-Bilanz; PP = erzielte Überzahltore; SH = erzielte Unterzahltore; GW = erzielte Siegtore; 1 Play-downs/Relegation; Kursiv: Statistik nicht vollständig)

## Privates
Dmitri Upper ist verheiratet. Seine russische Frau lernte er in Nischni Nowgorod kennen. Aus der Ehe ging Sohn Alexander (* 2006) hervor.